# Sternoclyta cyanopectus
Sternoclyta cyanopectus là một loài chim trong họ Chim ruồi. Loài này được tìm thấy tại Venezuela và Colombia.